# Politische Bildung
Die politische Bildung hat ihre Wurzeln in der Politikwissenschaft, Geschichtswissenschaft und der Pädagogik. Ihr Ziel ist, Zusammenhänge im politischen Geschehen zu erkennen, Toleranz und Kritikfähigkeit zu vermitteln und zu stärken, damit zur Herausbildung und Weiterentwicklung von aktiver Bürgerschaft, gesellschaftlicher Partizipation und politischer Beteiligung beizutragen.
In den Schulen hieß oder heißt das betreffende Unterrichtsfach Politik, Gemeinschaftskunde, Staatsbürgerkunde, Sozialkunde, Sozialwissenschaften (in Nordrhein-Westfalen) oder Politische Bildung (in Brandenburg), die fachdidaktische Bezugsdisziplin ist die Politikdidaktik.

## Ziele politischer Bildung in der Geschichte

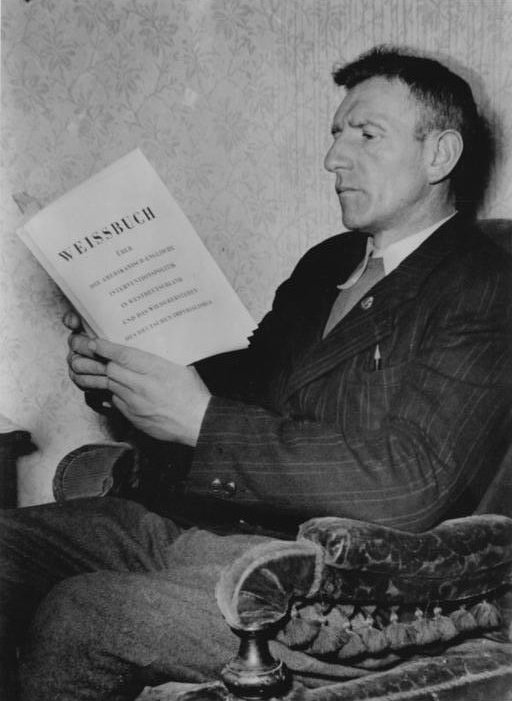
Ein Neubauer in der DDR liest zur politischen Bildung das Weißbuch über die amerikanisch-englische Interventionspolitik in Westdeutschland und das Wiedererstehen des deutschen Imperialismus (Propagandafoto 1952).

Historisch trat politische Bildung als „ideologisches Fach“ laut Wolfgang Sander in zwei idealtypischen Denkmustern auf; einerseits im Muster der Herrschaftslegitimation (wie etwa in der Staatsbürgerkunde im Kaiserreich), andererseits im Muster der Mission, die mit politischer Bildung das Ziel einer Veränderung oder eines Umsturzes der gesellschaftlichen Verhältnisse verfolgt. Für die politische Bildung der Neuzeit nennt er ein drittes Grundmuster, die „Erziehung zur Freiheit“, die Reflexion und Mündigkeit fördern soll.
Schriften zur politischen Bildung gibt es in Europa seit dem 5. Jh. v. Chr. – so die Kyrupädie („Erziehung des Kyros“) des griechischen Autors Xenophon. Philosophen wie Isokrates, Platon, Aristoteles und Cicero betonen die Notwendigkeit politischer Erziehung für den Bestand des Staates. Oft wird die Form der Darstellung eines musterhaften Herrschers genutzt, etwa bei Einhards Karlsvita. Zielgruppe waren die kommenden Monarchen („Fürstenspiegel“, „politisches Testament“), doch gab es damit auch den Untertanen eine Möglichkeit der Kritik an ihren aktuellen Herren. Die Entstehung einer öffentlichen Meinung über Zeitungen, Theater und Klubs, die Diskussion politischer Fragen unter Bürgern, der Wille zu politischer Emanzipation durch Vernunft und Bildung kennzeichnen die Epoche der Aufklärung.
Mit dem Aufkommen der modernen politischen Richtungen und Weltanschauungen seit der Französischen Revolution entstanden typische Ziele politischer Bildung, die bis in die Gegenwart wirken.
Für Konservative ist das oberste Ziel die Aufrechterhaltung von Ordnung und Hierarchie durch die Staatsautorität und anerkannte Tradition. Verständnis für politische Zusammenhänge und die Notwendigkeit der Ordnung soll geweckt werden – Institutionenkunde, Rechtsprinzipien – und die Staatsbürger sollen Gemeinsinn für ihre Umgebung (Gemeinde, Kreis, Land, Gesamtstaat) entwickeln.
Für Liberale ist das oberste Ziel die Wahrung der rechtsstaatlichen und parlamentarischen Verantwortlichkeiten. Wissen über die Gesellschaftsordnung und Wertebewusstsein, besonders für Menschen- und Grundrechte, sowie das Einüben von sozialen Tugenden sind wichtige Ziele.
Für liberal-sozialdemokratische Positionen ist das oberste Ziel eine vielfältige Pluralität, um Stabilität und Effizienz zu erreichen. Politische Bildung soll Urteilsvermögen schärfen und eine kritische Loyalität zu allen gesellschaftlichen Akteuren und Institutionen schaffen. Politische Partizipation, Integration und Verteidigung demokratischer Errungenschaften sind hier wichtige Ziele.
Für linksdemokratische Sozialisten ist das oberste Ziel der Abbau von Herrschaft in allen gesellschaftlichen Bereichen. Die Prioritäten liegen auf Herrschafts- und Ideologiekritik. Benachteiligte Bürger sollen sich bewusst werden, dass sie kollektiv handeln müssen, um sich zu emanzipieren. Dieses Ziel wurde im Kreis der Kritischen Theorie als zentral bestimmt. Im Kontext der Kritischen politischen Bildung wird dieses Bildungsziel gegenwärtig reaktualisiert.
Für Marxisten ist oder war das Ziel die revolutionäre Aufhebung der politisch-ökonomischen Grundstruktur des kapitalistischen Systems. Die Bürger sollen ein Klassenbewusstsein entwickeln. Für die Aufhebung der Ordnung ist es wichtig, solidarische Handlungsformen zu fördern. Dafür trat das Schulfach Staatsbürgerkunde in der DDR und in anderen Ostblockstaaten ein.

## Politische Bildung in Deutschland

### Geschichte der politischen Bildung in Deutschland
Politische Bildung im heutigen Sinn ist untrennbar mit demokratischen Verhältnissen und offenen Debatten verknüpft. Oskar Negt geht davon aus, dass die Demokratie „die einzige politisch verfasste Gesellschaftsordnung [ist], die gelernt werden muss“. Politische Bildung fand aber auch unter undemokratischen Zuständen statt: die „staatsbürgerliche Erziehung“, wie von Georg Kerschensteiner gefördert, im Kaiserreich, die nationalsozialistische Erziehung oder die Staatsbürgerkunde der DDR. Der nationalliberale Lehrer Paul Rühlmann hat 1908 zuerst den Begriff der politischen Bildung benutzt und ein eigenes Unterrichtsfach gefordert. 1919 hat er in der besseren politischen Schulung der Franzosen einen Grund für die deutsche Niederlage im Weltkrieg gesehen.

#### Weimarer Republik 1918–1933
Mit der Novemberrevolution entstand in Deutschland nicht nur eine demokratisch verfasste Republik, sondern es kamen auch neue Initiativen im Bildungswesen zum Zuge. Die Volkshochschulen erlebten einen gewaltigen Gründungsboom, aber auch andere Bildungsinstitutionen nahmen einen Aufschwung. Im Umkreis der (damals noch in verschiedene Strömungen zersplitterten) Gewerkschaften mussten Tausende von Funktionären für die neuen Formen der Mitbestimmung und Selbstverwaltung geschult werden, die Parteien bemühten sich verstärkt um die Aufklärung ihrer Mitglieder, und eine ganze Reihe unabhängiger Institutionen wandte sich an andere Gruppen oder an alle Staatsbürger. Die Heimvolkshochschulen (nach dänischem Vorbild) versuchten in längeren, oft mehrmonatigen Kursen die politische Erziehung mit der Persönlichkeitsbildung zu verbinden. Die „Reichszentrale für Heimatdienst“, deren Anfänge schon im Ersten Weltkrieg lagen, versuchte sich in der Schulung von Rednern und der Unterstützung republikfreundlicher Kräfte. Das neue Schulfach „Staatsbürgerkunde“ erhielt in der Weimarer Verfassung einen Verfassungsauftrag in Art. 148, der aber weitestgehend ignoriert wurde, sodass es außerhalb von Fortbildungsschulen kaum eingerichtet wurde. Aufgrund der politischen Stimmung in der Republik konnte die Staatsbürgerkunde auch wenig zur Festigung der Demokratie beitragen; in den 1923 für das Fach verabschiedeten Richtlinien wurde von Schülern unter anderem die „Opferwilligkeit für den Staat“ und die Vorbereitung auf eine „kommende geistige Führerschaft“ gefordert. In anderen Fächern wie Geschichte oder Deutsch wurde de facto antidemokratische politische Bildung betrieben.

#### Nationalsozialismus 1933–1945
Im Nationalsozialismus wurde Pädagogik primär als politische Erziehung verstanden, sodass politische Bildung im eigenen Schulfach nicht mehr nötig erschien. Alle Fächer trugen zur Verbreitung der nationalsozialistischen Ideologie bei. Der nationalsozialistische Staat verstand sich als Erziehungsstaat, der Erziehung vor allem als totalitäre Menschenformung begriff. Im Zentrum der politischen Erziehung im Nationalsozialismus stand der Rassegedanken und Antisemitismus, die Förderung eines völkischen Nationalbewusstseins und das Führerprinzip. Besonders fand die stark militarisierte Erziehungspraxis des NS in der Hitlerjugend ihren Ausdruck.

#### Alliierte Kontrolle 1945–1949
Nach dem Ende des Zweiten Weltkrieges war die politische Bildung im Auftrag der Alliierten darauf ausgerichtet, die Deutschen zu entnazifizieren (Entnazifizierung, Reeducation). Es ging darum, die Deutschen überhaupt zu demokratisieren. Der Alliierte Kontrollrat beschloss in seiner Direktive 54 vom 25. Juni 1947, dass die Schulen „die Entwicklung eines bürgerlichen Verantwortungsgefühls“ und „die Auffassung einer demokratischen Lebensweise“ fördern sollen. Die Alliierten (besonders die britische Besatzungsmacht) unterstützten aber auch die Entstehung neuer Lernorte und Bildungsprogramme, besonders für Frauen und Jugendliche. Die Alliierten suchten dafür Unterstützung bei Deutschen, die aus älteren demokratischen Traditionen Deutschlands vor dem Nationalsozialismus stammten.

#### Bundesrepublik 1949–1989
Die Bundesländer, denen in der Bundesrepublik Deutschland die ausschließliche Zuständigkeit für die politische Bildung zustand, taten sich schwer damit. Anstöße kamen aus der Pädagogik (z. B. Erich Weniger, NS-belasteter Theodor Wilhelm 1951) und der neu etablierten Politikwissenschaft an den Universitäten, z. B. der Freiburger Schule. Die Diskussionen um die „Aufarbeitung der Vergangenheit“, besonders nach neuen antisemitischen Vorfällen, verstärkten ab Ende der 1950er Jahre die Ansätze einer wissenschaftlichen Begründung und professionellen Arbeit. Das Fach „Gemeinschaftskunde“ oder „Sozialkunde“ wurde neben dem Geschichtsunterricht etabliert. In den 1960er Jahren fand ein Übergang von älteren eher erziehungsphilosophischen Theorien zu konkreten fachdidaktischen Konzeptionen der politischen Bildung statt. Anlass war die Einrichtung von vielen Lehrstühlen für Politikdidaktik an den Hochschulen. Außerhalb der Schulen verbanden sich einflussreiche Kräfte der politischen Bildung mit den Impulsen der 1968er-Bewegung („Mehr Demokratie wagen!“).
In der Phase nach dem Regierungswechsel 1969 differenzierten sich die politikdidaktischen Ansätze aus, und es begann eine Systematisierung didaktischer und methodischer Ansätze. Politische Kontroversen um tatsächliche oder vermeintliche Einseitigkeiten der politischen Bildung prägten die Szene innerhalb (Hessische Rahmenrichtlinien) und außerhalb der Schulen.
In der politischen Erwachsenenbildung bildete sich eine Vielzahl neuer Institutionen heraus – einerseits geprägt vom politischen Gestaltungsoptimismus dieser Jahre, andererseits mit angestoßen von einer neuen Gesetzgebung vieler Bundesländer zur Weiterbildung der Arbeitnehmer.
Im so genannten „Beutelsbacher Konsens“ schlugen in den 1970er Jahren wichtige Politikdidaktiker – zunächst für den schulischen Bereich – einige Grundprinzipien dafür vor, was politische Bildung darf bzw. beachten muss. Die drei Grundsätze beinhalten
1. das Überwältigungsverbot, d. h., dass Lehrkräfte ihre Meinung den Lernenden nicht aufnötigen dürfen;
2. das Kontroversitätsgebot: Es muss kontrovers im Unterricht diskutiert werden, was auch in der Öffentlichkeit kontrovers erscheint;
3. Politische Bildung muss die Schüler in die Lage versetzen, die politische Situation und ihre eigene Position zu analysieren und daraus Konsequenzen zu ziehen.

Diese Normen sind inzwischen auch weitgehend akzeptiert für die außerschulische Jugend- und Erwachsenenbildung, die sich in vielem vom Schulunterricht unterscheidet.

#### Vereinigtes Deutschland ab 1990
Eine neue Herausforderung für die politische Bildung war die Vereinigung Deutschlands, weil mit der ostdeutschen Bevölkerung eine anders geprägte und sozialisierte Gruppe zur Zielgruppe politischer Bildung wurde. Gleichzeitig trat ein verstärkter Rechtsextremismus in Ost und West auf.
Die zweite Generation von Hochschullehrern wurde berufen. Die Politikdidaktik wandte sich auch stärker empirischen Fragen der Lehr-Lern-Forschung zu. Strittig wurde vor allem die Ausrichtung auf einen eher kognitiv und reflexiv ausgerichteten Unterricht mit Wissensinhalten oder auf einen verhaltensformenden Unterricht, der demokratische Einstellungen einübt, stärker Projektcharakter hat, konkrete Lebensprobleme der Jugendlichen behandelt und auf eine Praxis der Schülermitverantwortung zielt. Für die erste Richtung in dieser Kontroverse können die Didaktiker Gotthard Breit und Peter Massing, für die andere Gerhard Himmelmann oder Peter Fauser genannt werden.
Im Zuge des neoliberalen Umbaus der Gesellschaft, der ab den 1970ern begann und die „Bevorzugung der individuellen (Wirtschafts-)Freiheit gegenüber (sozialer) Gleichheit“ beinhaltete, kam es auch im Bereich der politischen Bildung zu Veränderungen. Die Arbeiten von Wolfgang Sander in den 1990ern und 2000er-Jahren hatten großen Einfluss auf die politische Bildung, insbesondere im schulischen Bereich. Er forderte eine Ideologiefreiheit und Unparteilichkeit sowie eine „Modernisierung“, worunter er auch eine Markt-, Dienstleistungs- und Kundenorientierung versteht. Kritiker dieser Entwicklung sehen unter anderem in der proklamierten Ideologiefreiheit wiederum selbst eine bestimmte weltanschauliche Haltung verankert, in der der neoliberale Mainstream nicht mehr kritisch diskutiert und hinterfragt werde und stattdessen eine „Erziehung zum Markt oder gar zur Marktgesinnung“ stattfinde. Darüber hinaus führten neoliberal orientierte Rationalisierungs-- und Sparmaßnahmen auch zu einem Rückgang von Bildungsangeboten insgesamt.
Nach dem sogenannten „Pisa-Schock“ wurde auch in der politischen Bildung verstärkt über Bildungsstandards diskutiert. Verschiedene Autorgengruppen und Fachverbände entwickelten eigene Kompetenzmodelle und Bildungsstandards, die zu kontroversen Debatten innerhalb der Disziplin führten, die sich insbesondere um die Rolle des Fachwissens drehten.
In letzter Zeit setzt sich die politische Bildung verstärkt mit Populismus, insbesondere Rechtspopulismus, auseinander. Hier wird besonders der Umgang mit Gefühlen in der politischen Bildung diskutiert. Zu diesem Thema gab es Anfang 2019 den „Bundeskongress politische Bildung“ der Bundeszentrale für politische Bildung, der Deutschen Vereinigung für politische Bildung und des Bundesausschusses politische Bildung in Leipzig. Zudem kam es zu Debatten um die Abgrenzung gegenüber der Demokratiepädagogik, die stärker erziehungswissenschaftlich verankert ist und den Fokus auf Demokratie statt Politik legt.
2010 hat sich ein Diskussionszusammenhang, das Forum Kritische politische Bildung, gegründet, der sowohl für die schulische als auch außerschulische politische Bildung herrschafts- und machtkritische Positionen innerhalb der politischen Bildung vertritt und starkzumachen versucht. Zusammengefasst werden diese Ansätze unter dem Begriff Kritische politische Bildung. 

### Ziele, Akteure und Adressaten politischer Bildung
In demokratischen Gesellschaften ist es das Ziel der politischen Bildung, systematische Kenntnisse über das demokratische System zu vermitteln und Kompetenzen für politisches Handeln zu stärken, um die Bürger zu mündigen Staatsbürgern zu erziehen. Die Grenzen zur Demokratieerziehung sind fließend.

#### Schulische politische Bildung
Akteure der politischen Bildung sind in erster Linie die Lehrer an den Schulen der Allgemeinbildung. Politische Bildung findet an den Schulen vor allem im eigens dafür geschaffenen Fach statt, wird als Aufgabe auch dem Geschichtsunterricht zugewiesen, aber auch als Querschnittsaufgabe der Schule, Bildungsprinzip in allen Fächern und Strukturprinzip der demokratischen Schulentwicklung betrachtet. Im eigenen Fach hat politische Bildung in zwei Bundesländern Verfassungsrang, als Bildungsprinzip kommt sie in den meisten Landesverfassungen vor. Je nach Bundesland und Schulform trägt das entsprechende Fach unterschiedliche Bezeichnungen wie Sozialkunde, Politik, politische Bildung, Gegenwartskunde oder Sozialwissenschaften. Auch die inhaltlichen Schwerpunktsetzungen unterscheiden sich zwischen den deutschen Bundesländern und den Schulformen, teilweise findet politische Bildung auch in Kombinationsfächern, etwa mit Geschichte oder Erdkunde statt, in der Grundschule ist sie zumeist Gegenstand des Sachunterrichts.
Die schulische politische Bildung ist normativ an der Demokratie orientiert und wird in ihren Grundsätzen wesentlich durch den sogenannten Beutelsbacher Konsens geprägt. Trotz hoher Erwartungshaltung an politische Bildung ist Politikunterricht in den Stundenplänen gering vertreten und beginnt in der Regel erst ab der siebten oder achten Klassenstufe. Politische Bildung wird in der Praxis außerdem sehr häufig fachfremd, also von nicht dafür ausgebildeten Lehrkräften, unterrichtet.

#### Außerschulische politische Bildung
In der Jugendbildung freier Träger und der Erwachsenenbildung gelten andere Prinzipien der Teilnahme als in der schulischen politischen Bildung: Freiwilligkeit, Einmaligkeit der Veranstaltung, fehlende Leistungskontrollen schaffen besondere Bedingungen. Die außerschulische politische Bildung wird somit der non-formalen Bildung zugerechnet. Außerschulische politische Bildung findet u. a. in Bildungsstätten, Vereinen und Jugendverbänden sowie in politischen Initiativen statt und setzt in der Regel an den Interessen der Teilnehmenden an. Auch in der internationalen Jugendarbeit, dem Sport und in der kulturellen Bildung finden sich Anknüpfungspunkte und Beispiele politischer Bildung. Die Aktivitäten der freien Träger in der politischen Bildung spiegeln meist die Interessen der Auftraggeber aus Stiftungen, Verbänden und privaten Geldgebern wider. Insbesondere in Ganztagsschulen kommt es auch zu Kooperationen zwischen Akteuren der außerschulischen und schulischen politischen Bildung. Auch der Bund fördert außerschulische politische Bildungsangebote, z. B. im Programm Demokratie leben. Das finanziell gut ausgestattete Programm sowie ähnliche Programme der Länder hatten einen starken Einfluss auf die Strukturen der non-formalen Bildung: Einerseits verschwommen die Grenzen zwischen politischer Bildung und Demokratiebildung, andererseits wurde ein größerer Fokus auf Extremismusprävention gelegt, was innerhalb der Disziplin kritisch betrachtet wurde.

#### Politische Bildung an Hochschulen
Politische Bildung an Hochschulen findet im Studium selbst, durch die Beteiligung an der universitären Selbstverwaltung, etwa in Studierendenparlamenten und durch das informelle politische Engagement von Studierenden statt. Politische Bildung ist u. a. Gegenstand politikdidaktischer und politikwissenschaftlicher Studiengänge, aber auch in der Sozialen Arbeit, in den Erziehungs- und Sozialwissenschaften wird politische Bildung vermittelt. Bei universitären Wahlen ist die Wahlbeteiligung in der Regel sehr gering und auch das Interesse der Studierenden an einer Mitwirkung in der studentischen Selbstverwaltung wird als gering eingeschätzt, was mitunter auf deren geringen Einfluss zurückgeführt wird. Auch in Hochschulgruppen findet politische Bildung statt.

#### Politische Bildung in der deutschen Bundeswehr
In der Bundeswehr stellt die politische Bildung eine Säule des Führungskonzepts Innere Führung dar. Aus diesem Grund ist die politische Bildung auch ein fester Bestandteil des Leitbildes Staatsbürger in Uniform sowie der Lehre in den deutschen Streitkräften. Federführend ist das Zentrum Innere Führung als zentrale Bildungseinrichtung der Bundeswehr für die politische Bildung verantwortlich, wobei deren eigentliche Gestaltung den militärischen Vorgesetzten obliegt. Zudem koordiniert und initiiert die Bundeszentrale für politische Bildung das sogenannte Netzwerk Politische Bildung in der Bundeswehr, um die Kompetenzen verschiedener Bildungsträger für die Bundeswehr und deren Angehörige zu vereinen.

#### Politische Bildung in und durch Medien
Auch die öffentlich-rechtlichen Medien haben einen Auftrag zur politischen Bildung. Dass sich klassische Medienformate vor allem an ein bereits politikinteressiertes und gebildetes Publikum richten wird allerdings in Hinblick auf eine „Wissenskluft“ kritisiert.
Zahlreiche parteinahe Stiftungen bieten inzwischen Webinare an und organisieren Tagungen dazu. Die Bundeszentrale für politische Bildung veranstaltete eine Tagung zum Thema Web 2.0 und die politische Bildung, auf der politische Bildner und Internetaktivisten die Möglichkeiten des Internets diskutierten. Jöran Muuß-Merholz stellt die These auf, dass wir „eine grundlegende kulturelle Transformation“ durch das Internet erleben. Unter anderem lauten zwei Forderungen von Muuß-Merholz:
1. Die politische Bildung muss sich als eine Plattform für den Austausch über die anstehenden Transformationen verstehen.
2. Die politische Bildung muss das Web 2.0 als Werkzeug nutzen.[25]

## Politische Bildung in Österreich
In Österreich ist politische Bildung in Schulen als sogenanntes Unterrichtsprinzip verankert, spielte aber in den Schulen historisch lange Zeit nur ein randständige Rolle. Mit der Absenkung des Wahlalters auf 16 Jahre wurde auch die politische Bildung in Schulen 2008 gestärkt. Der 2015 aktualisierte Grundsatzerlass für das Unterrichtsprinzip aus dem Jahr 1978 legt drei Säulen der politischen Bildung fest:
1. Politische Bildung als selbstständiger Unterrichtsgegenstand oder als Kombinations- beziehungsweise Flächenfach (in der Sekundarstufe I im Rahmen des Faches Geschichte und Sozialkunde / Politische Bildung).
2. Politische Bildung durch schulische Partizipation von Schülern.
3. Politische Bildung als fächerübergreifendes Unterrichtsprinzip, das in allen Fächern demokratische Kompetenzen anbahnen soll.[27]

Die Umsetzung des Unterrichtsprinzips wird allerdings vielfach kritisiert, weil Lehrer nicht ausreichend ausgebildet seien, bzw. das Unterrichtsprinzip nicht kennen. An polytechnischen Schulen und an Mittelschulen unterrichten vielfach Lehrer fachfremd. An den Allgemeinbildenden Höheren Schulen (Gymnasium) haben viele der unterrichtenden Lehrer noch nicht die Fächerkombination „Geschichte und Sozialkunde/Politische Bildung“ studiert, wie sie seit den 2010er Jahren an den Universitäten und Pädagogischen Hochschulen in der Lehramtsausbildung angeboten wird.
Das Unterrichtsfach „Geschichte und Sozialkunde/Politische Bildung“, an das der größte Teil des Fachunterrichts delegiert wurde, orientiert sich an Mittelschulen und Gymnasien seit 2008 in der 6.–8. Schulstufe und seit 2016 auch in der Oberstufe der Allgemeinbildenden Höheren Schulen (9.–12. Schulstufe) an einer fachspezifischen Kompetenzorientierung, die im Lehrplan entlang des „Österreichischen Kompetenzmodells für Politische Bildung“ umzusetzen ist. Ziel dabei ist es, bei den Lernenden politisches Denken und Handeln anzubahnen. 2023 wurde das Fach in der Sekundarstufe I auf den Namen „Geschichte und Politische Bildung“ abgeändert.

## Politische Bildung in der Schweiz
Historisch wurde politische Bildung in der Schweiz lange als Aufgabe der Eltern betrachtet. Heute ist sie im Schweizer Bildungssystem verankert. In der obligatorischen Schule, die Angelegenheit der Kantone ist, ist politische Bildung ein Teil im Lehrplan 21, allerdings nicht als eigenes Fach, sondern als relativ kleiner Teil des Faches Räume – Zeiten – Gesellschaften. Fächerübergreifende Themen unter der Leitidee Nachhaltiger Entwicklung (BNE) ergänzen dies. In der Primarstufe ist politische Bildung Teil der Perspektiven des Sachunterrichts. Ausbildung und Kompetenzen von Lehrkräften werden von Monika Waldis und Béatrice Ziegler aufgrund fehlender Schwerpunktsetzung in der Lehrerbildung als mangelhaft bezeichnet.

## Politische Bildung außerhalb des deutschsprachigen Raums
Politische Bildung wird in der englischen Sprache oft als citizenship education (Bürgererziehung) bezeichnet. Eine Übersicht gibt der Eurydice-Bericht der Europäischen Union.

### England
Citizenship Education ist seit 2001 im englischen National Curriculum ein Pflichtfach für alle Schüler von 11 bis 16 Jahren. Die Einführung folgte dem Crick-Report von 1998, den die New Labour-Regierung veranlasst hatte. Die politische Kultur sollte in Richtung aktiver Bürger verändert werden, weshalb das neue Fach obligatorisch wurde.
Das Studienprogramm wurde 2014 eingeführt mit vier Schlüsselgebieten (auch nach der Überarbeitung 2007/08 mit Schlüsselbegriffen und Schlüsselprozessen):
- Politik: Parlamentarische Demokratie in Großbritannien, Parlament, Wahlen, politische Parteien; Bürgereinfluss über demokratische Prozesse; andere Regierungssysteme, Europa, Commonwealth, globale Probleme

- Finanzielle Skills: Funktion und Gebrauch von Geld, Ausgaben- und Geldmanagement, Löhne, Steuern, Kredit, Finanzdienste

- Freiwillige Dienste: Wege, wie ein Bürger zur Verbesserung der Gemeinschaft beitragen kann, aktive Partizipation

- Recht: Freiheiten der britischen Bürger, Regeln und Gesetze, Straf- und Zivilrecht; Justizsystem; Diversität in Großbritannien – gegenseitiger Respekt und Verständnis

Nach dem konservativen Wahlsieg 2010 wurde das Curriculum zwar nicht abgeschafft, aber in Richtung mehr Wissen statt Skills überarbeitet. Die Lehrerfortbildung fiel weg.
2018 veröffentlichte das Oberhaus The Ties That Bind: Citizenship and Civic Engagement in the 21st Century. Das Dokument kritisierte den Zustand des Faches, sprach sich für eine Verlegung an das Ende der Schulzeit aus und forderte eine Inspektion durch Ofsted. Auch sollten endlich Fachlehrkräfte ausgebildet und das Curriculum modernisiert werden.
Durch die „Akademisierung“ des englischen Schulsystems ist das Fach stark bedroht. Academies, die inzwischen ¾ der Sekundarschulen ausmachen, müssen nicht dem National Curriculum folgen. Die Konzentration auf Kernfächer lässt den Unterricht in Citizenship Education als eigenes Fach zurückgehen. Die Fokussierung auf die Examensergebnisse stellt Kursarbeit und experimentelles Lernen infrage.

### Irland
Citizenship Education heißt in Irland CSPE (Civic, Social and Political Education), ein Pflichtfach für die 12- bis 16-jährigen seit den 1990er Jahren. Für die 16- bis 18-jährigen gibt es ein Fach Society and Politics.

### Frankreich
In Frankreich war lange Zeit Citizenship Education als ECJS (éducation civique, juridique et sociale) bekannt, auch einfach als éducation civique im Collège und in der Grundschule.
Als Antwort auf die Terrorattacken 2015 kündigte die Regierung einen neuen Plan für das Fach an, um die Autorität der Lehrkräfte wiederherzustellen, die Werte der Republik sowie Gemeinschaftswerte und -dienste zu stärken. Dazu gehört auch ein jährlicher Tag des Laizismus am 9. Dezember. Seit 2015 haben die Schüler bis zum Bac das Fach Moral- und Bürgerkunde, Enseignement moral et civique (EMC), das in der Grundschule der Klassenlehrer, in der Sekundarschule meist der Lehrer für Histoire-Géographie unterrichtet. Eine spezielle Lehrerausbildung gibt es nicht.

## Didaktische Prinzipien politischer Bildung
Zentrale Bezugsdisziplin der politischen Bildung ist die Politikdidaktik. Weißeno et al. nannten 2011 in einem Modell spezielle Basiskonzepte, die Grundvorstellungen des Fachs bezeichnen und die bei der Systematisierung des Wissens unterstützen sollen (z. B. „Ordnung“, „Gemeinwohl“). Die Basiskonzepte sind in domänenspezifischen Fachkonzepten (dem „Grundlagenwissen“) ausdifferenziert. Dem stellte die Autorengruppe Fachdidaktik die Basiskonzepte „System“, „Wandel“, „Macht“, „Grundorientierungen“, „Akteure“ und „Bedürfnisse“ gegenüber. Die Auswahl der Fach- und Basiskonzepte ist weiterhin Gegenstand von Kontroversen. Auch wenn es keinen Konsens über didaktische Prinzipien für die politische Bildung gibt, gelten die folgenden didaktischen Prinzipien als zentral:
- Exemplarität / Exemplarisches Lernen
- Schülerorientierung
- Problemorientierung
- Kontroversität
- Handlungsorientierung
- Wissenschaftsorientierung

## Kritische politische Bildung
2010 hat sich durch die Herausgabe des Buches Kritische politische Bildung. Ein Handbuch ein Diskussionszusammenhang, das Forum Kritische politische Bildung, gegründet, der sowohl für die schulische als auch außerschulische politische Bildung herrschafts- und machtkritische Positionen innerhalb der politischen Bildung vertritt und starkzumachen versucht. Zusammengefasst werden diese Ansätze unter dem Begriff Kritische politische Bildung. Hierzu gehören neben rassismus- und feministischen Arbeiten auch Ansätze der politischen Bildung, die Staatlichkeit differenzierter nach ihrem Doppelcharakter der Herrschaft und Emanzipation begreifen. Dabei wird auch die extremismustheoretische Sichtweise vieler Positionen der politischen Bildung kritisch beurteilt. Der gegenwärtige Stand der Kritischen politischen Bildung wurde 2023 durch das Handbuch Kritische politische Bildung dokumentiert.